# Deuteros
A Deuteros: The Next Millennium (röviden csak Deuteros) egy sci-fi stratégiai játék Amigára és Atari ST-re, melyet az Activision fejlesztett és adott ki 1991-ben angol, német és francia nyelven. A játék a Millennium 2.2 folytatása, melyeket egyaránt Ian Bird tervezett és írt.

## Alaptörténet
A játék mintegy 800 évvel a Millenium 2.2 után játszódik, miután az emberek már csaknem elfeledték, hogy egyszer már a múltban sikerült újra élhetővé tenni a Földet egy katasztrófa után. Hiedelmek szóltak arról, hogy abban az időben Hold-bázis (Moon Base) volt a főhadiszállás és onnan kolonizálták újra a Földet (Earth City - Földváros). Feledésbe merült az űrutazás képessége is, mígnem lassan - hosszú kutatások és nagy erőfeszítések árán - az emberek újra a Naprendszer meghódítására indulnak.

## Játékmenet
A teljesség igénye nélkül a főbb funkciók leírásai, zárójelben az parancsikonok megnevezéseivel.
A feladat alapvetően az űr meghódítása, nyersanyagok kitermelése és begyűjtése. Ehhez tudósokat, űrhajósokat, szakmunkásokat kell kiképezni (Training), mert a legegyszerűbb űrjárműveket is fel kell előbb fedezni (Research). A tudósok kutatnak, a szakemberek megépítik (Production), majd ezekhez a gyárakhoz ásványok kellenek, amit bányákban lehet kitermelni. Földkörüli pályán építhető meg az űrgyár (Spacedock), melyben a bolygóközi utazásokhoz szükséges űrhajókat (IOS-ek) lehet megépíteni. A Földdel űrsiklók tartják a kapcsolatot (Shuttle/Shuttle Bay). Ezután következhetnek a Naprendszer aszteroidái, bolygói, melyeket hasonló orbitális űrbázisokról kiindulva lehet kutatni (Deposit Analysis), majd kiaknázni ritka ásványokért (pl. ezüst, platina, palládium, stb.). És, előbb-utóbb az emberiség belebotlik másvalakikbe ...
A játék teljesen ikonvezérelt. A szükséges utasításokat kigondolhatjuk, többet is egybefűzhetünk, majd ezek után indíthatjuk el az időt (Advance Time). Az óra ketyeg, minden dolgozik a megadott utasításaink szerint. Az időt bármikor leállíthatjuk és a folyamatban lévő tevékenységeket módosíthatjuk. A játék bármikor menthető (Save) és visszatölthető (Load) a Disk Access menüből.
Amint a 6. bolygókörüli űrbázis elkészül vagy amint kereskedelem révén megszerezzük a methanoidok lézer-technológiáját, hadat üzennek nekünk. Ezután harci drónokat és más, az idegenektől megszerezhető technológiát kell kifejlesztenünk. A későbbiekben lehetőség lesz teleport kifejlesztésére is, mely fokozatosan szükségtelenné teszi az IOS-ek használatát. A Naprendszer után a közeli csillagrendszerek felfedezése a feladat, melyhez már csillagközi technológia fog kelleni. A játék megnyeréséhez 8 csillagrendszert kell uralni, illetve össze kell gyűjteni a methanoidok által szétszórt titokzatos gépezet 8 részegységét.
| Összegzőoldal | Értékelés |
| ------------- | --------- |
| Moby Score    | 7.7       |

| Szerző       | Értékelés |
| ------------ | --------- |
| 576 KByte    | 96%       |
| Amiga Action | 87%       |
| Amiga Force  | 89%       |
| Amiga Format | 95%       |
| Amiga Power  | 89%       |
| Amiga Joker  | 71%       |
| CU Amiga     | 70%       |
| TheOne Amiga | 89%       |

## Fogadtatás
A játék jó fogadtatásra lelt, döntően 80% feletti értékelésekkel. "A Deuteros egy szemernyit sem unalmas és sokkal játszhatóbb, kényelmesebb, mint elődje! Látványos grafikája van, jó hangeffektjei." - írta az 576 KByte magazin az 1991 szeptemberi számában és 96%-ra értékelte az összhatást.
Az Amiga Action szerint "a Deuteros jobb az elődjénél. A grafika és a zene rendkívül jó és mindezek óriási hangulatot teremtenek a játékban. De ami igazán nagyszerűvé teszi, az a lebilincselő játékmenet. A Deuteros egyszerűen kell."

## Utóélet
Bart Fernhout 2014 augusztusában tette közzé a Deuteros remake-jét PC-re (alfa verzió), mely azóta is kap frissítéseket, legutóbb 2020 júliusában. A kiadás megőrzi a játék eredeti grafikáját és zenei aláfestéseit, egyelőre azonban még nem játszható teljeskörűen.

## Fordítás
- Ez a szócikk részben vagy egészben  a   Deuteros című angol Wikipédia-szócikk fordításán alapul.  Az eredeti cikk szerkesztőit annak laptörténete sorolja fel. Ez a jelzés csupán a megfogalmazás eredetét és a szerzői jogokat jelzi, nem szolgál a cikkben szereplő információk forrásmegjelöléseként.